# Берто, Маргарита
Маргарита Берто Одио (исп. Margarita Bertheau Odio; 13 мая 1913, Сан-Хосе (Коста-Рика) — 21 ноября 1975, Эскасу) — художница из Коста-Рики, педагог. Считается первой художницей акварельной живописи в Коста-Рике.
Училась живописи и балету на Кубе и в Колумбии. Читала лекции в Университете Коста-Рики.
Активный пропагандист коста-риканской культуры. Известна своими пейзажами, портретами, акварелями и рядом геометрических, сюрреалистических и абстрактных работ.
Представитель первой волны женщин-художниц Коста-Рики, в которую вошли также Динора Боланди, Лола Фернандес и Соня Ромеро. Считается, что эти четыре художницы, преподававшие изобразительное искусство в университете Коста-Рики, создали второе поколение коста-риканских женщин-художниц.
Обладатель многих наград, в том числе второй премии за живопись Juegos Florales Latinoamericanos, национальной премии за живопись Aquiles J. Echeverría (1967) и первой премии в конкурсе почтовых марок Министерства финансов (1970).